# Most gondolowy

Animacja ukazująca działanie mostu gondolowego

Most gondolowy, most promowy – rodzaj mostu ruchomego, który przy pomocy gondoli przenosi segment drogi przez rzekę.
Konstrukcja ta była używana do przekraczania żeglownych rzek lub innych zbiorników wodnych, gdzie wymagany jest ruch statków. Był to rzadki typ mostu, zbudowano ich mniej niż 30 na całym świecie, z których część już jest nieczynna lub zlikwidowana.

## Historia
Nową koncepcję mostu ruchomego wymyślił jako pierwszy w 1873 roku Charles Smith (1844–1882), kierownik firmy Engine Works, pracujący w Hartlepool w Anglii. Jego pomysł miał być odpowiedzią na problemy w transporcie promami, które często się spóźniały i stwarzały niebezpieczeństwo dla podróżujących. Przedstawił go radom miejskim w Hartlepool, Middlesbrough i Glasgow, jednak wszystkie odmówiły realizacji przedsięwzięcia.
W 1887 roku francuski budowniczy mostów Ferdinand Arnodin i hiszpański inżynier Alberto Palacio po przestudiowaniu planów Smitha postanowili opatentować pomysł i wcielić go w życie. Pierwszy most gondolowy został wybudowany w Hiszpanii w 1893 roku, a jest to Most Biskajski. Projekt Alberta Palacia stał się inspiracją do powstania kolejnych projektów. Mosty te szczególnie popularne były we Francji, gdzie powstało ich aż 5.
Drugi most powstał w Rouen i został oddany do użytku w 1898 roku. Służył do roku 1940, kiedy to francuscy żołnierze postanowili go wysadzić, aby spowolnić atak wojsk niemieckich.
W 1905 roku powstał Widnes–Runcorn, który był pierwszym mostem gondolowym w Wielkiej Brytanii i największym mostem gondolowym na świecie. Z powodu ograniczonej przepustowości i zwiększającego się zapotrzebowania w regionie, a także z powodu pogorszającego się stanu technicznego, w 1961 roku został zburzony i zastąpiony mostem łukowym przelotowym – Silver Jubilee Bridge.

## Funkcja
Mosty gondolowe odpowiadają na potrzebę przekraczania rzek lub dróg wodnych, w przypadkach kiedy budowa konwencjonalnych mostów wysokiego poziomu z odpowiednią wysokością umożliwiającą pomieszczenie masztów i wysokich statków korzystających z dróg wodnych, którymi miały być przekraczane, była niemożliwa lub nieopłacalna.
Sławomir Karaś zauważył, że mosty gondolowe nie są efektywnym elementem transportu, natomiast (...) są magnesem turystycznym, interesującym z charakterystyczną dominantą w krajobrazie.
Mosty gondolowe nie są obecnie powszechnie stosowane, a część starszych mostów nie jest używana, pełni funkcję turystyczną lub zabytkową.

## Przykłady

### Istniejące
| Most                                    | Zdjęcie | Miasto                   | Kraj              | Zakończenie budowy | Przęsło | Luz    | Wysokość |
| --------------------------------------- | ------- | ------------------------ | ----------------- | ------------------ | ------- | ------ | -------- |
| Most Biskajski                          |         | Portugalete/Getxo        | Hiszpania         | 1893               | 164 m   | 45 m   | 61,3 m   |
| Pont transbordeur du Martrou            |         | Rochefort                | Francja           | 1900               | 140 m   | 50 m   | 66,5 m   |
| Aerial Lift Bridge                      |         | Duluth                   | Stany Zjednoczone | 1905               | 120 m   | 41,1 m | 69,5 m   |
| Newport Transporter Bridge              |         | Newport                  | Wielka Brytania   | 1906               | 196,6 m | 50 m   | 73,6 m   |
| Schwebefähre Osten–Hemmoor              |         | Osten                    | Niemcy            | 1909               | 80 m    | 30 m   | 38 m     |
| Tees Transporter Bridge                 |         | Middlesbrough            | Wielka Brytania   | 1911               | 180 m   | 49 m   | 68 m     |
| Eisenbahnhochbrücke Rendsburg           |         | Rendsburg                | Niemcy            | 1913               | 140 m   | 42 m   | 68 m     |
| Puente Transbordador Nicolás Avellaneda |         | Buenos Aires             | Argentyna         | 1914               | 103,6 m | 43,5 m | 52 m     |
| Warrington Transporter Bridge           |         | Warrington               | Wielka Brytania   | 1916               | 57 m    | 23 m   | 27 m     |
| Puente Nicolás Avellaneda               |         | Buenos Aires             | Argentyna         | 1940               | 60 m    | 43 m   | 57 m     |
| Royal Victoria Dock Bridge              |         | Londyn                   | Wielka Brytana    | 1998               | 128 m   | 15 m   | 45 m     |
| Erlebnisbrücke                          |         | w pobliżuMönchengladbach | Niemcy            | 2003               | 10 m    |        |          |
| Most promowy pod Hamrštejnem            |         | Liberec, Chrastava       | Czechy            | 2010               | 23 m    |        |          |